# Долг первой заповеди (опера)
Долг первой заповеди, KV 35, (нем. Die Schuldigkeit des ersten Gebotes) — духовный зингшпиль (нем. geistliches Singspiel) В. А. Моцарта на либретто зальцбургского поэта Игнаца Антона фон Вайзера (1701—1785). Несмотря на то, что сочинение одиннадцатилетнего Моцарта ближе к ораториальному жанру, оно расценивается как его первый опыт в опере.
Премьера состоялась 12 марта 1767 года в архиепископском дворце в Зальцбурге.
Моцартом была написана только первая часть зингшпиля, две других были сочинены Михаэлем Гайдном (премьера 19 марта) и Антоном Каэтаном Адльгассером (премьера 26 марта). Вторая и третья части не сохранились.

## Действующие лица и первые исполнители
| Действующие лица                           | Тип голоса | Первые исполнители    |
| ------------------------------------------ | ---------- | --------------------- |
| Gerechtigkeit, Божественная Справедливость | сопрано    | Мария Анна Браунхофер |
| Christgeist, Дух Христианства              | тенор      | Антон Франц Шпитцедер |
| Barmherzigkeit, Божественное Милосердие    | сопрано    | Мария Магдалена Липп  |
| Christ, Христианин                         | тенор      | Йозеф Майсснер        |
| Weltgeist, Мирской Дух                     | сопрано    | Мария Анна Феземайер  |

## Музыкальные номера
- Увертюра
- 1. Речитатив Die löblich’ und gerechte Bitte (Gerechtigkeit, Christgeist, Barmherzigkeit) и ария Mit Jammer muß ich schauen (Christgeist)
- 2. Речитатив So vieler Seelen Fall (Barmherzigkeit, Gerechtigkeit) и ария Ein ergrimmter Löwe brüllet (Barmherzigkeit)
- 3. Речитатив Was glaubst du? (Barmherzigkeit, Gerechtigkeit, Christgeist) и ария Erwache, fauler Knecht (Gerechtigkeit)
- 4. Речитатив Er reget sich (Christgeist, Barmherzigkeit, Gerechtigkeit) и ария Hat der Schöpfer dieses Lebens (Weltgeist)
- 5. Речитатив Daß Träume Träume sind (Christ) и ария Jener Donnerworte Kraft (Christ)
- 6. Речитатив Ist dieses, o so zweifle nimmermehr (Weltgeist, Christ, Christgeist) и ария Schildre einen Philosophen (Weltgeist)
- 7. Речитатив Wen hör’ ich nun hier in der Nähe (Weltgeist, Christ, Christgeist) и ария Manches Übel will zuweilen (Christgeist)
- Речитатив Er hält mich einem Kranken gleich (Christ, Christgeist, Gerechtigkeit)
- 8. Речитатив Hast du nunmehr erfahren (Barmherzigkeit, Christgeist, Gerechtigkeit) и терцет Laßt mich eurer Gnade Schein (Christgeist, Barmherzigkeit, Gerechtigkeit)

## Состав оркестра
- 2 флейты, 2 гобоя, 2 фагота
- 4 валторны, 1 альтовый тромбон
- Струнные.

Бас континуо:
- клавесин и виолончель